# 目白台
目白台（日语：／ Mejirodai */?）是東京都文京區的町名。分目白台一丁目至目白台三丁目。2013年（平成25年）8月1日的居住人口有6,723人。郵遞區號為112-0015。

## 地理

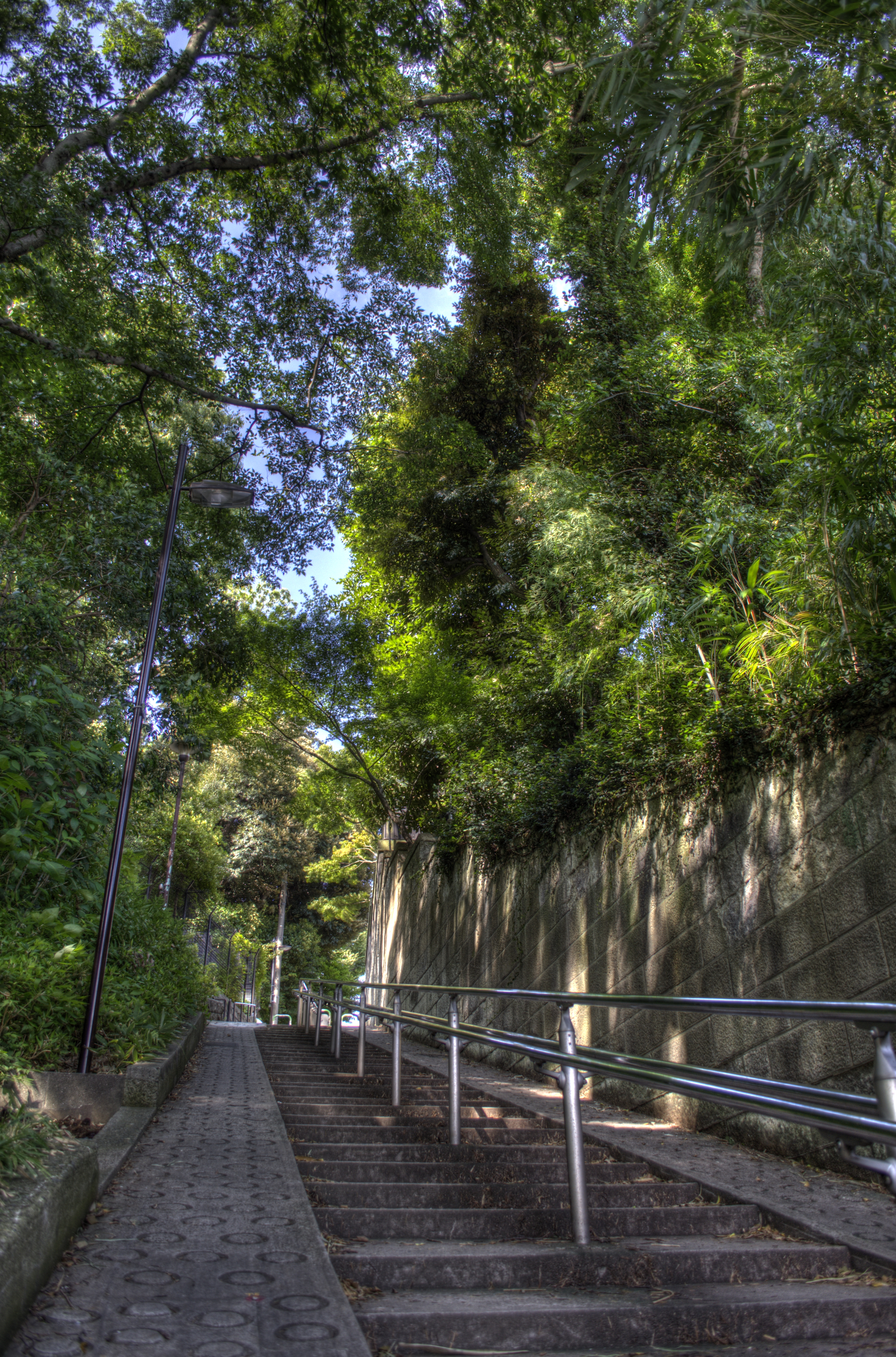
胸突坂（2014年8月）

為文教地區，古老的住宅街。與豐島區目白是完全不相關的街區，但兩地名稱皆是來自目白不動尊所在的台地「目白台」。
- 目白台一丁目
  - 田中角榮前內閣總理大臣私邸（目白御殿→田中真紀子私邸。現在，土地一部分作為文京區立目白台運動公園進行再開發）、日本女子大附屬小學校、目白台公園（前國家公務員共濟組合聯合會（日语：国家公務員共済組合連合会）運動場）、肥後細川庭園、和敬塾（日语：和敬塾）（熊本藩屋敷跡）、永青文庫、長崎縣諫早市事務所、文京區立目白台保育所。
區內多陡峭的坂。富士見坂、豐坂、幽靈坂、胸突坂（日语：胸突坂）、鐵砲坂（日语：九郎九坂）等。此外日無坂（日语：日無坂）常作為電影等的拍攝地點。
- 目白台二丁目
  - 日本女子大學等，多公寓大樓。
- 目白台三丁目
  - 筑波大學附屬視覺特別支援學校（日语：筑波大学附属視覚特別支援学校）、東大分院跡、八音琴博物館、區立目白台會館等。

## 歷史
高田豐川町、雜司谷町、高田老松町、西青柳町等合併成立。

### 地名由來
因位於目白台台地而得名。「目白」來自於此地新長谷寺的目白不動。

## 交通

### 巴士
- 目白台一丁目 - 可利用都營巴士白61（日语：都営バス練馬支所）系統「日本女子大」、「目白台三丁目」巴士站。
- 目白台二丁目 - 可利用都營巴士白61系統「日本女子大」巴士站。
- 目白台三丁目 - 可利用都營巴士白61系統「目白台三丁目」巴士站。

## 備註
1. ↑  『角川日本地名大辞典 13　東京都』、角川書店、1991年再版、P993
2. ↑  .   [2013-08-06]. （原始内容存档于2013-05-13）.

## 外部連結
- 文京區官方網站 （页面存档备份，存于）